# 댑손
댑손(dapsone) 또는 DDS(diaminodiphenyl sulfone)은 나병 치료를 위해 리팜피신과 클로파지민과 함께 흔히 사용되는 항생물질이다. 뉴머시스티스성 폐렴의 치료 및 예방, 그리고 톡소플라스마증 예방(면역 기능이 저하된 환자의 경우)을 위한 부차적 약물이다. 이뿐 아니라 여드름, 포진성피부염, 그리고 다양한 기타 피부 질환에 사용되고 있다. 댑손은 국소적으로나 구강으로 투여가 가능하다.
심각한 부작용으로는 혈구 감소, 용혈 반응(특히 포도당-6-인산탈수소효소 결핍 (G-6-PD) 환자의 경우) 또는 과민반응이 포함된다. 일반적인 부작용으로는 메스꺼움, 식욕 부진이 포함된다. 그 밖의 부작용으로는 간염, 수많은 유형의 피부 발진이 포함된다. 임신 중 복용 시 안전의 경우 완전히 밝혀진 것은 아니며, 일부 의사들은 나병 환자의 경우 계속 복용할 것을 권고한다. 술폰계에 속한다.
댑손은 1937년 항생물질로서 처음 연구되었다. 나병에 대한 사용은 1945년 시작되었다. 의료제도에 필수적인 가장 효과적이고 안전한 의약품 목록인 WHO 필수 의약품 목록에 등재되어 있다. 구강으로 섭취하는 제품은 제네릭 의약품으로 구매가 가능하며 그다지 비싸지 않다.

## 합성

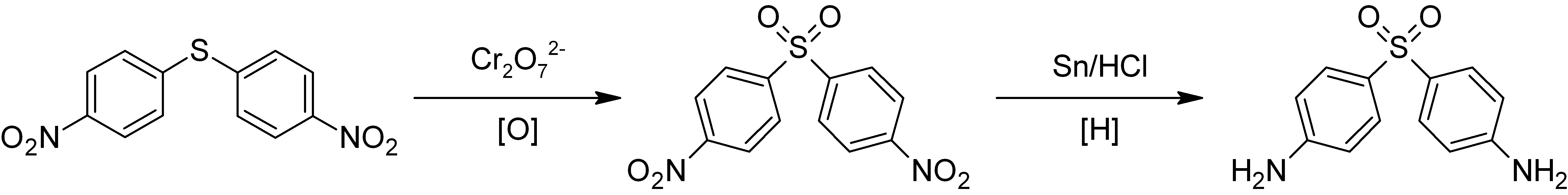
댑손의 합성. (by E. Fromm and J. Wittmann, 1908)